# Сіккім (чай)
Сіккі́м (англ. Sikkim) — назва за походженням традиційного чаю, який виробляється в індійському штаті Сіккім.
У штаті Сіккім лише два чайних господарства: чайний сад Темі (Temi Tea Garden) та об'єднання фермерів Санг Мартам (Sang Martam Small Tea). Весь чай переробляється на чайній фабриці Темі.

## Чайний сад Темі
Оскільки у штаті Сіккімі лише одна чайна фабрика, чай сіккім, як правило, ототожнюється з брендом Темі. Темі знаходиться у південній частині штату і вважається одним з найкращих чайних господарств в Індії.
- Площа, що зайнята чаєм: 176,8 га
- Висота над рівнем моря: 1400—1900 м

## Об'єднання фермерів Санг Мартам
Санг Мартам — кооперативне об'єднання фермерів (140 сімей) у Східному Сіккімі, створене з двох основних плантацій — Санг та Мартам. Спочатку чайний лист перероблявся на дарджилінзьких фабриках, але згодом його стали переробляти на сіккімській фабриці Темі. «Румтек», єдиний комерційний ґатунок чаю з Санг Мартаму, був названий на честь розташованого неподалік однойменного буддистського монастиря школи Каг'ю. Територія плантацій поступово розширюється за рахунок обробки цілинних земель.
- Площа, що зайнята чаєм: 55 га (розширюється)
- Висота над рівнем моря: 1070 м (середня)

## Чай
За технологіями вирощування та переробки, якісними та споживчими характеристиками, термінологією та класифікацією, сіккімські чаї є майже ідентичними до дарджилінгів.
→ Дивіться основну статтю: Дарджилінг (чай).
Весь чай, що виробляється у Сіккімі, є 100% органічним, що підтверджується органічними сертифікатами швейцарської сертифікаційної організації Institute for Market Ecology (IMO).

## Номенклатура чаїв

### Темі
Основні бренди:
- Temi — бренд для чаїв найкращих тіпсових ґатунків;
- Solja — популярний бренд для чаїв середніх ґатунків рівню оранж пеко (див. також Чорний чай);
- Sikkim — бренд для чаю низьких ґатунків — пилу та висівок.

Інші марки: Mystique, Kanchenjunga Tea, Orthodox Duet Tea.

### Санг Мартам
- Rumtek — традиційний чорний тіпсовий чай.

## Історія
Сіккім — наймолодший чайний регіон в Індії: чайний сад Темі був закладений у 1969, в останні роки незалежності Сіккіму, за правління чоґ'ялу. У 1998 році у Східному Сіккімі засновано об'єднання фермерів Санг Мартам. У 1994 та 1995 Темі отримує державну премію за якість «All India Quality Award».

## Економіка
- Територія чайних насаджень — близько 230 га
- Річне виробництво чаю, в середньому, 100 тон
- У господарстві працює близько 400 робітників та 40 штатних співробітників
- Близько 75% сіккімського чаю споживається на внутрішньому ринку Індії
- Близько 75% чаю продається через чайний аукціон у Колкаті (Калькутті)